# 克拉科夫貝果

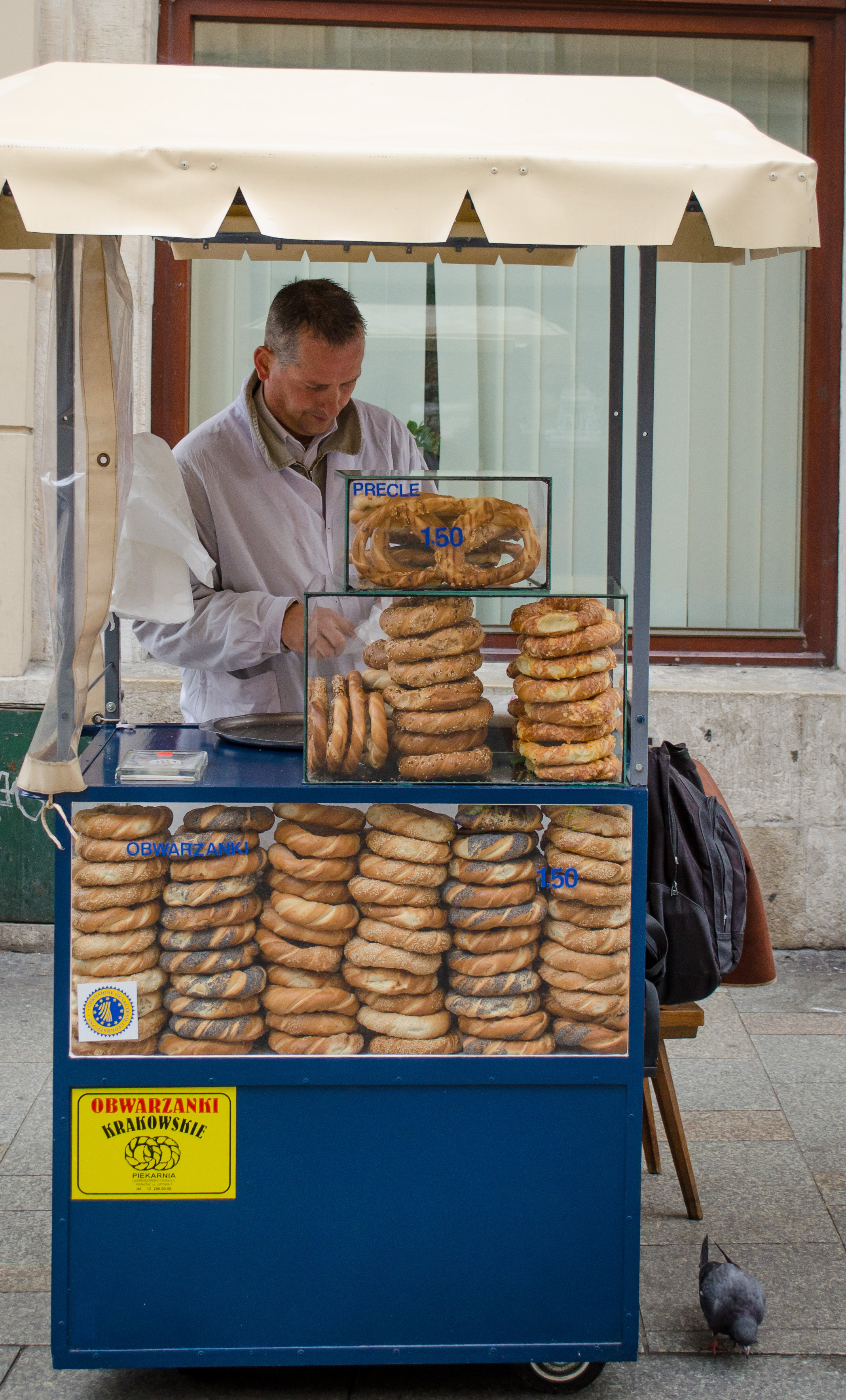
克拉科夫的街頭小販用典型的手推車出售克拉科夫貝果和椒鹽脆餅

克拉科夫貝果（波蘭語：Obwarzanek krakowski，波蘭語發音：[ɔbvaˈʐanɛk kraˈkɔfskʲi]）是一種環狀麵包，是波蘭克拉科夫常見的一種街頭食品。麵糰在烘烤前會先燙過一次，其口感與外觀與貝果類似，但又有所差異。通常在食用前上會還會撒上鹽、罌粟籽、芝麻等。2010年歐盟將克拉科夫貝果列為『歐盟保護產品』名單。

## 詞源
obwarzanek krakowski一詞是波蘭語。波蘭語名詞obwarzanek，或obarzanek，源自動詞obwarzać，意為“煮沸”。形容詞krakowski表示來自克拉科夫市有關的事物。

## 歷史
克拉科夫貝果的起源可追溯至14世紀，起初只能在「大齋戒」時期烘焙，而且只有獲得特許權的克拉科夫烘焙師可以製作和販售。19世紀開始用抽籤順序的方式決定哪些烘焙師有特許權，一直到19世紀中才停止抽籤制度。